# Luis Cardoza y Aragón
Luis Cardoza y Aragón (Antigua Guatemala, 21 de junio de 1904 - Ciudad de México, 4 de septiembre de 1992) fue un poeta, ensayista y diplomático guatemalteco, uno de los intelectuales más importantes del siglo XX en Guatemala. Nació en la ciudad de Antigua Guatemala, pero pasó gran parte de su vida afincado, por razones de exilio político, en México, donde falleció. Por su longevidad y universalidad cultural, su obra es profusa y variada, dentro de la cual destacan el ensayo de crítica artística y la poesía. El premio nobel de literatura mexicano Octavio Paz dijo de él: «Oímos a Cardoza defender a la poesía no como una actividad al servicio de la Revolución, sino como la expresión de la perpetua subversión humana. Cardoza fue el puente entre la vanguardia y los poetas de la generación 50. Puente tendido no entre dos orillas, sino entre dos oposiciones».

"La poesía es la única prueba concreta de la existencia del hombre", Luis Cardoza y Aragón.

En México trabajó con Xavier Villaurrutia en un informe para la Escuela Nacional de Artes Plásticas y dio la bienvenida a un viejo amigo de Francia, Antonin Artaud.

## Carrera política
Tras el derrocamiento del régimen de general Jorge Ubico Castañeda en 1944, al triunfar la Revolución de Octubre en ese año, a Cardoza se le eligió como miembro de la Asamblea Constituyente. Enemigo de las dictaduras, la revolución de 1944 sería un evento trascendental para Cardoza, comprometido acérrimamente con las causas democráticas. Fundó y dirigió la Revista de Guatemala, de arte y cultura, gran escaparate del libre pensamiento, algo inusitado luego de largos años de opresión. Fundó también el Movimiento Guatemalteco por la Paz y la Casa de la Cultura de Guatemala. Una vez instaurado el gobierno del doctor Juan José Arévalo en 1945, se le designó como embajador en Suecia, Noruega y la URSS, y posteriormente trasladado a Colombia, Chile y Francia. Durante el gobierno del coronel Jacobo Arbenz fue Ministro de Relaciones Exteriores. Tras el triunfo del Movimiento de Liberación Nacional que derrocó al gobierno de Arbenz en 1954, tuvo que dejar nuevamente el país, e instalarse otra vez en México con su esposa Lya Kostakowsky, donde trabajó como colaborador para el periódico El Nacional.
En el exilio, en 1955, publicó "Guatemala, las líneas de su mano", probablemente el retrato de más rotundidad de Guatemala en un ensayo sin comparación para las letras nacionales: con una narración impecable y bella, Cardoza y Aragón ofreció una descripción precisa de Guatemala y de los guatemaltecos, desde pasados bullentes y estudio de arte y literatura hasta las raíces vitales del propio autor, rezando una realidad vertida en prosa justa, a veces poesía, en la que todo va destinándose a un solo momento realmente esperanzador, según él, para los anales de su patria, el de la revolución de 1944, para entonces destruida. Su oposición y crítica a las dictaduras militares hicieron que no pudiera volver a Guatemala;  el entonces presidente de Guatemala general Fernando Romeo Lucas García lo acusó públicamente, a principios de los años 80, de ser el líder intelectual de los movimientos insurgentes de Guatemala, acusándolo de dirigente de guerrillas comunistas, una sentencia de muerte en la Guatemala de ese tiempo.

## Condecoraciones
En su país, varias entidades le confirieron honores en ausencia:
- En 1970, la facultad de Humanidades de la Universidad de San Carlos de Guatemala lo nombró "emeritisimum".
- En 1978, la Asociación de Periodistas de Guatemala le otorgó el galardón "Quetzal de jade".
- En 1992, obtuvo el Premio Mazatlán de Literatura

## Obra
Entre algunos de sus libros están:
- Luna Park (1923)
- Maelstrom (1926)
- La torre de Babel (1930)
- Catálogo de pinturas (1934)
- El sonámbulo (1937)
- Mexican Art Today (Philadelphia Museum of Art, 1943)
- Apolo y Coatlicue, ensayos mexicanos de espina y flor (1944)
- Pequeña sinfonía del Nuevo Mundo (1949)
- Pintura mexicana contemporánea (1953)
- Guatemala. Las líneas de su mano (1955)
- Orozco (1959)
- Quinta estación (1974), antología poética
- El río: novelas de caballería (1986)
- Miguel Ángel Asturias, casi novela (Miguel Ángel Asturias, almost a novel) (1991)
- Lázaro

### Ensayo
El estilo, su fraseo  inconfundible, envidiable: el arranque a todo motor con una avalancha de oraciones simples; frases cortas, drásticas; cada frase una convicción hija de la pasión y de la lucidez.
Alberto Paredes

## Muerte
Falleció en la Ciudad de México el 4 de septiembre de 1992. Por razones políticas lo exiliaron a México, ya que luchó por el derrocamiento de Manuel Estrada Cabrera no pudo se derrocar al  intentar matarlo